# یانکوف (ناحیه بنشوف)
یانکوف (به چکی: Jankov) یک منطقهٔ مسکونی در جمهوری چک است که در ناحیه بنشوو واقع شده‌است. یانکوف ۲۹٫۸ کیلومتر مربع مساحت و ۸۹۴ نفر جمعیت دارد.